# Chiesa di San Giacomo della Vittoria
La chiesa di San Giacomo della Vittoria è un edificio religioso situato ad Alessandria, in Piemonte.

## Storia
La chiesa di San Giacomo della Vittoria fu fatta costruire come forma di ringraziamento per la vittoria riportata dalla città di Alessandria e dalle truppe viscontee, agli ordini del condottiero veronese Jacopo Dal Verme, contro i francesi, guidati da Giovanni III d'Armagnac. La vittoria, che costò anche la vita al Conte d'Armagnac, avvenne il 25 luglio 1391, giorno di San Giacomo. La città riconoscente fece costruire la chiesa, che fu appunto dedicata a San Giacomo e alla vittoria.
La chiesa originale, terminata all'inizio del XV secolo, subì col passare del tempo numerose modifiche. Importanti furono quelle eseguite tra il XVIII e XIX secolo eseguite dai frati dell'Ordine di Sant'Agostino che si videro attribuire la chiesa quasi subito nel 1405. Nel 1814 la chiesa fu acquistata dai padri Crociferi di Valenza che la cedettero nel 1850 all'ordine dei Servi di Maria. I Serviti officiarono nella chiesa fino al 1872 quando subentrò l'Ordine dei frati minori cappuccini, per poi recuperare la chiesa nel 1890 mantenendola fino al 2003 quando pqssò alla Diocesi di Alessandria.

## Descrizione
La facciata attuale è in stile rinascimentale con la classica suddivisione in due fasce orizzontali. Il portale d'ingresso è inquadrato da due colonne per parte e da due bassorilievi che arricchiscono la facciata. Nella parte superiore si mantene la stessa simmetria con un grande rosone, speculare al portale, sormontato dal timpano.Le vetrate ad arco furono realizzate dal maestro d'arte vetraria  Luigi Costa di Alessandria.

## Riconoscimenti
- Il 16 febbraio 2023, con 31 028 voti, la chiesa si è vista attribuire il terzo posto nazionale dell'undicesimo censimento I Luoghi del Cuore effettuato dal FAI.[4]